# Pere Pujol Amat
Pere Pujol Amat   (Barcelona, 1931 - Barcelona, 2 de juliol de 2013) fou un endocrinòleg i maratonià barceloní. Va ser un dels introductors de les curses populars a Catalunya i va realitzar 65 maratons. Doctor en Medicina i Cirurgia, va ser cap del departament de Nutrició i Ajuts Ergogènics del Centre d'Alt Rendiment de Sant Cugat del Vallès. El 1978, va impulsar a Palafrugell la Marató de Catalunya amb Ramon Oliu i Domingo Catalán, així com l'Associació Internacional de Maratons. Fou director mèdic de les proves de marató, marxa i pentatló dels Jocs Olímpics de Barcelona de 1992 i de les maratons de Nova York i Barcelona. El 1981, va publicar el llibre «Del “jogging” a la marathon» i, el 1991, «Nutrición, salud y rendimiento deportivo». El seu millor temps en una marató fou de dues hores, trenta-vuit minuts i deu segons.